# Wrocław

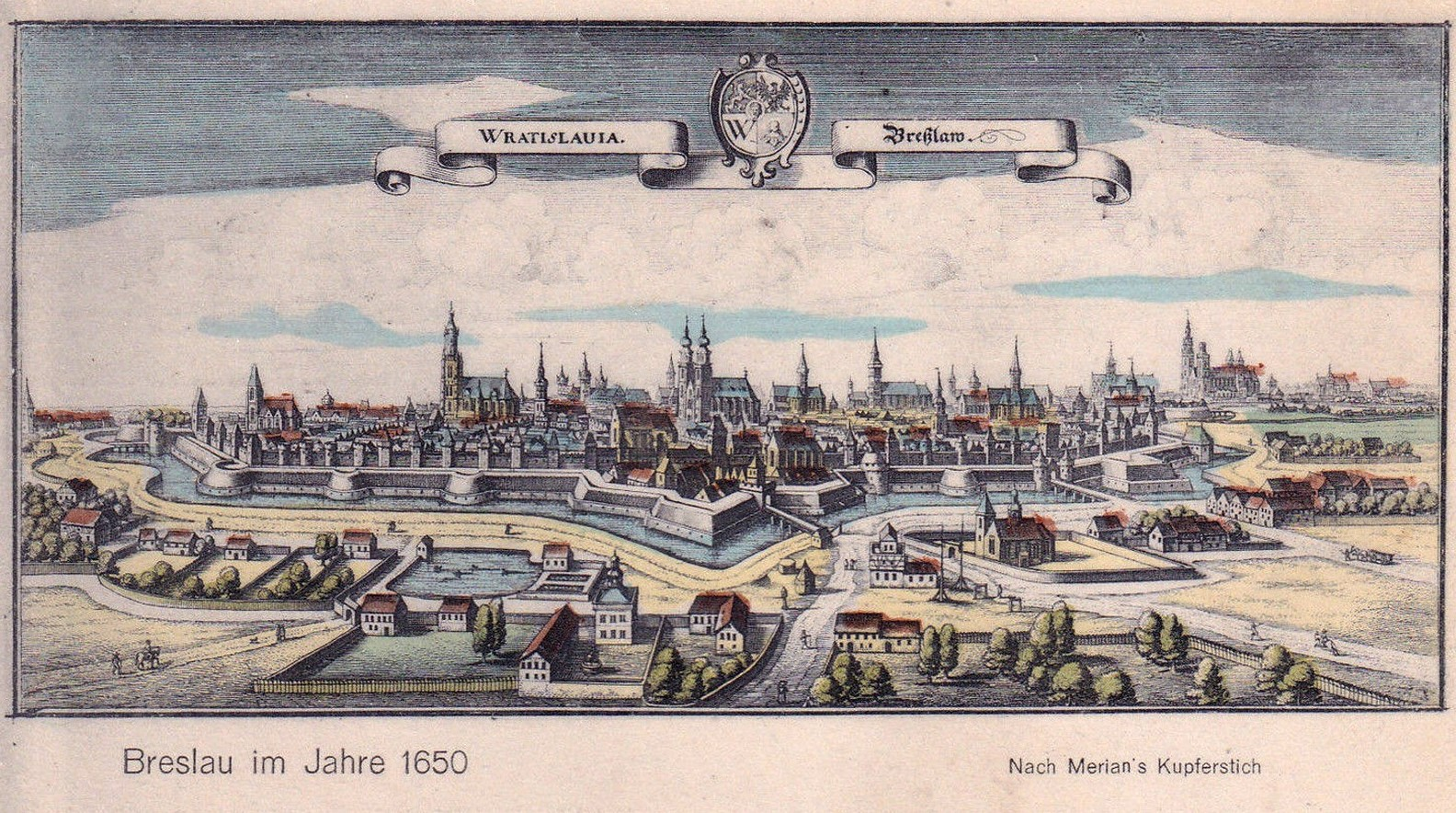
Wrocław

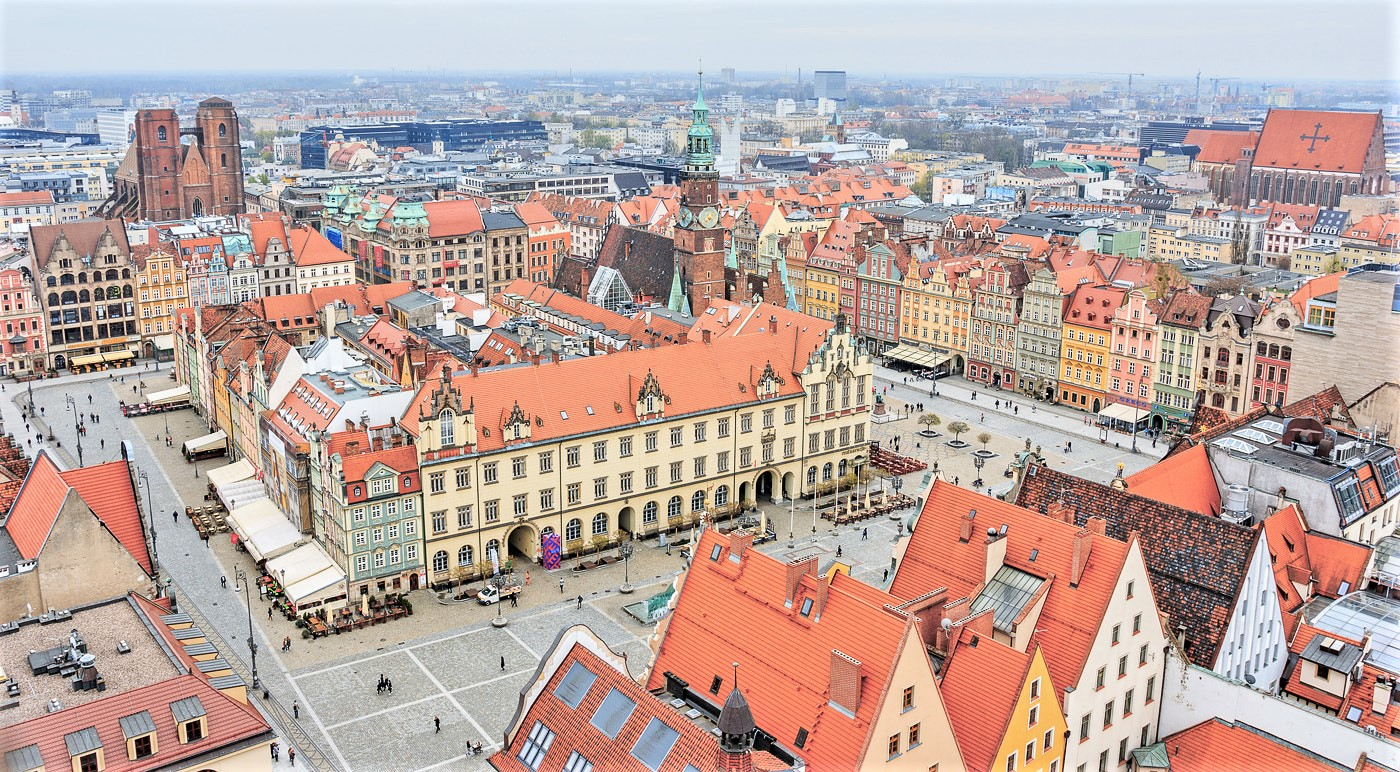
Quảng trường thành phố.

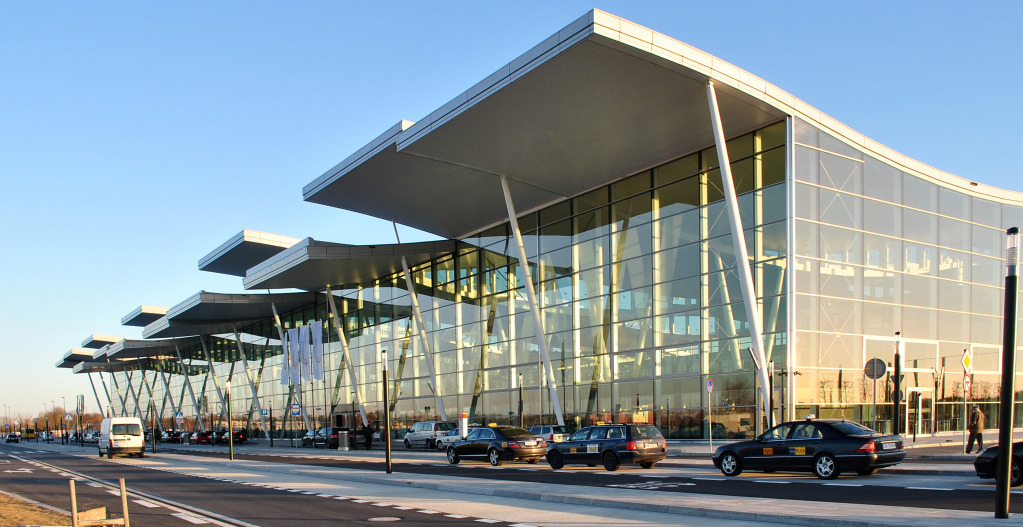
Sân bay Nicolaus Copernicus

Wrocław (['vrɔʦwaf]ⓘ; tiếng Đức: Breslau; tiếng Séc: Vratislav; Latinh: Vratislavia, phiên âm tiếng Việt: Vrô-soáp) là thủ phủ của tỉnh Dolnośląskie phía tây nam Ba Lan, nằm bên sông Odra. Năm 2004, thành phố có dân số vào khoảng 638.000 người. Diện tích 292,9 km². Đây là thành phố chính của vùng Śląsk và là tỉnh lỵ của tỉnh Dolnośląskie (từ năm 1999). Thành phố cũng là một địa hạt-thành phố riêng biệt. Thành phố từng chịu ảnh hưởng văn hóa của người Bohemia, người Áo và người Phổ.

## Lịch sử
Trước kia Wrocław là của người Ba Lan, nhưng rơi vào tay người Bohemia vào năm 1335. Dưới sự cầm quyền của người Bohemia, thành phố trở nên hưng thịnh và gắn liền với nền văn hóa Vương quốc Ba Lan. Vào thế kỷ 16, Triều đình Bohemia cho dựng thành quách uy nghi ở đây. Dần dần Wrocław trở thành một thành phố của nước Áo thời nhà Habsburg vào năm 1526. Triều đình Áo không mấy khoan dung các thần dân Ba Lan và Tiệp Khắc tại đây. Tên gọi Breslau cũng thông dụng với thành phố này. Khi vị vua - chiến binh Friedrich II Đại Đế nước Phổ khởi binh đánh Áo, ông thân hành kéo đại binh vào thành Breslau vào ngày 7 tháng 1 năm 1741. Với những kẻ bị chinh phạt, nhà vua tỏ ra ân cần và do đó họ làm lễ tiệc linh đình để tuyên thệ trung thành với ông.

## Khí hậu
| Dữ liệu khí hậu của Wrocław (1963–2011) | Dữ liệu khí hậu của Wrocław (1963–2011) | Dữ liệu khí hậu của Wrocław (1963–2011) | Dữ liệu khí hậu của Wrocław (1963–2011) | Dữ liệu khí hậu của Wrocław (1963–2011) | Dữ liệu khí hậu của Wrocław (1963–2011) | Dữ liệu khí hậu của Wrocław (1963–2011) | Dữ liệu khí hậu của Wrocław (1963–2011) | Dữ liệu khí hậu của Wrocław (1963–2011) | Dữ liệu khí hậu của Wrocław (1963–2011) | Dữ liệu khí hậu của Wrocław (1963–2011) | Dữ liệu khí hậu của Wrocław (1963–2011) | Dữ liệu khí hậu của Wrocław (1963–2011) | Dữ liệu khí hậu của Wrocław (1963–2011) |
| Tháng                                   | 1                                       | 2                                       | 3                                       | 4                                       | 5                                       | 6                                       | 7                                       | 8                                       | 9                                       | 10                                      | 11                                      | 12                                      | Năm                                     |
| --------------------------------------- | --------------------------------------- | --------------------------------------- | --------------------------------------- | --------------------------------------- | --------------------------------------- | --------------------------------------- | --------------------------------------- | --------------------------------------- | --------------------------------------- | --------------------------------------- | --------------------------------------- | --------------------------------------- | --------------------------------------- |
| Cao kỉ lục °C (°F)                      | 15.3 (59.5)                             | 19.7 (67.5)                             | 25.0 (77.0)                             | 27.1 (80.8)                             | 32.4 (90.3)                             | 34.5 (94.1)                             | 37.1 (98.8)                             | 37.4 (99.3)                             | 32.0 (89.6)                             | 26.6 (79.9)                             | 22.0 (71.6)                             | 19.0 (66.2)                             | 37.4 (99.3)                             |
| Trung bình ngày tối đa °C (°F)          | 2.2 (36.0)                              | 3.7 (38.7)                              | 8.5 (47.3)                              | 14.0 (57.2)                             | 19.4 (66.9)                             | 22.2 (72.0)                             | 24.1 (75.4)                             | 24.0 (75.2)                             | 19.4 (66.9)                             | 13.8 (56.8)                             | 7.6 (45.7)                              | 3.4 (38.1)                              | 13.6 (56.5)                             |
| Trung bình ngày °C (°F)                 | −0.8 (30.6)                             | 0.1 (32.2)                              | 3.9 (39.0)                              | 8.6 (47.5)                              | 13.8 (56.8)                             | 16.8 (62.2)                             | 18.6 (65.5)                             | 18.2 (64.8)                             | 14.0 (57.2)                             | 9.1 (48.4)                              | 4.1 (39.4)                              | 0.5 (32.9)                              | 9.0 (48.2)                              |
| Tối thiểu trung bình ngày °C (°F)       | −4.4 (24.1)                             | −3.8 (25.2)                             | −0.6 (30.9)                             | 2.8 (37.0)                              | 7.5 (45.5)                              | 10.9 (51.6)                             | 12.7 (54.9)                             | 12.2 (54.0)                             | 8.7 (47.7)                              | 4.4 (39.9)                              | 0.5 (32.9)                              | −2.8 (27.0)                             | 4.1 (39.4)                              |
| Thấp kỉ lục °C (°F)                     | −30.0 (−22.0)                           | −27.2 (−17.0)                           | −23.9 (−11.0)                           | −8.0 (17.6)                             | −3.0 (26.6)                             | −2.7 (27.1)                             | 1.0 (33.8)                              | 1.5 (34.7)                              | −2.0 (28.4)                             | −9.3 (15.3)                             | −18.2 (−0.8)                            | −21.7 (−7.1)                            | −30.0 (−22.0)                           |
| Lượng Giáng thủy trung bình mm (inches) | 25.1 (0.99)                             | 23.6 (0.93)                             | 32.8 (1.29)                             | 30.9 (1.22)                             | 46.4 (1.83)                             | 74.6 (2.94)                             | 100.1 (3.94)                            | 53.9 (2.12)                             | 54.3 (2.14)                             | 40.9 (1.61)                             | 33.8 (1.33)                             | 34.1 (1.34)                             | 550.5 (21.67)                           |
| Số ngày giáng thủy trung bình           | 21.3                                    | 18.9                                    | 17.9                                    | 11.9                                    | 12.9                                    | 13.8                                    | 15.2                                    | 11.6                                    | 11.2                                    | 14.1                                    | 15.8                                    | 20.1                                    | 184.7                                   |
| Độ ẩm tương đối trung bình (%)          | 84.2                                    | 81.1                                    | 76.0                                    | 67.0                                    | 69.1                                    | 68.6                                    | 70.7                                    | 71.9                                    | 76.5                                    | 81.5                                    | 85.4                                    | 85.5                                    | 76.5                                    |
| Số giờ nắng trung bình tháng            | 49                                      | 65                                      | 107                                     | 142                                     | 198                                     | 194                                     | 205                                     | 197                                     | 139                                     | 108                                     | 52                                      | 39                                      | 1.495                                   |
| Nguồn 1: Climatebase.ru                 |                                         |                                         |                                         |                                         |                                         |                                         |                                         |                                         |                                         |                                         |                                         |                                         |                                         |
| Nguồn 2: NOAA (nắng, 1961–1990)         |                                         |                                         |                                         |                                         |                                         |                                         |                                         |                                         |                                         |                                         |                                         |                                         |                                         |